# جبل الفقية (جبلة)

تعديل مصدري - تعديل

جبل الفقية محلة تابعة لقرية النجد، التابعة لعزلة الثوابي بمديرية جبلة إحدى مديريات محافظة إب في الجمهورية اليمنية، بلغ تعداد سكانها 36 حسب تعداد اليمن لعام 2004.